# Diego Simonet
Diego Simonet (Vicente López, 26 de diciembre de 1989) es un jugador de balonmano argentino que juega de central en el Montpellier Handball. Es internacional con la selección de handball de Argentina. 
Es hijo de Luis Simonet y Alicia Moldes (ambos exjugadores de la Selección nacional de balonmano) y hermano de Sebastián Simonet y Pablo Simonet.

## Carrera deportiva
Su generación y las cercanas, son llamadas "de oro" para este deporte en el país. Junto a compañeros como Juan Pablo Fernández o Federico Vieyra ha logrado importantes resultados en las selecciones juveniles. En el Campeonato Mundial Juvenil de 2007, la Selección argentina llegó a las instancias de semifinales. En dicha instancia perdería contra Dinamarca, que luego se coronaría campeona, luego perdería el partido por el tercer puesto contra Suecia. En el Campeonato Mundial Juvenil de 2009, el mismo equipo perdería en la segunda fase donde jugarían contra Suecia por el 5º puesto donde por segunda vez, perdería contra este equipo. El resultado final fue un 6º puesto, no obstante, le ganó a Alemania (en primera fase y siendo el único equipo en lograrlo) que luego se coronaría campeona en dicho certamen.
Dos años más tarde, en el Campeonato Mundial de 2011, Diego se sumaría a la Selección nacional mayor la cual ya se encontraba en proceso de recambio. El mundial comenzaría con un empate ante Corea del Sur, perdiendo luego por un gol contra Polonia. En el tercer partido vencen a Eslovaquia por 5 goles debiendo posteriormente enfrentar a Suecia, logrando un triunfo por 27-22. En la segunda fase pierden los tres partidos siguientes, pero salvando el partido con Croacia, siendo finalmente vencidos por 24-31 con Dinamarca y por 25-26 con Serbia.
En los Juegos Panamericanos de 2011, obtuvo la medalla de oro, título que lo clasificó por primera vez a un Juego Olímpico. Al año siguiente, formó parte del equipo que participó en los Juegos Olímpicos de Londres 2012.
En el Mundial de Catar 2015 empatan 24-24 contra Dinamarca en el primer partido de la fase de grupos, pierden contra Polonia y Alemania por 23-24 y 23-28 respectivamente. Contra Arabia Saudita ganan por 32-20 y en el último partido de la fase de grupos vencen a Rusia por 30-27, consiguiendo así el pase a los octavos de final del Mundial, por segunda vez en su historia, partido en el cual perdieron 20-33 frente a Francia, quien luego se coronaría campeona del torneo.
En 2015, formó parte de la Selección que ganaría la medalla de plata en los Juegos Panamericanos de 2015.
El 19 de marzo de 2016, jugando para su club Montpellier ante el Flensburg de Alemania por los octavos de final de la Champions League, Diego sufrió la rotura de los ligamentos cruzados de la rodilla derecha, razón por la cual no pudo estar presente en los Juegos Olímpicos de Río de Janeiro 2016. 
En 2018, Diego tuvo una actuación destacada en el partido de semifinales de la Liga de Campeones de balonmano entre su equipo, el Montpellier francés, y el Vardar macedonio, anotando el gol que le dio la victoria a los suyos para meterse en la final del torneo más importante de Europa a nivel clubes. Finalmente el Montpellier ganó la Champions League, y Simonet, goleador con 6 tantos, fue nombrado jugador más valioso de la final.
En 2019, volvió a obtener la medalla de oro en los Juegos Panamericanos de Lima, logrando también la clasificación a los Juegos Olímpicos de Tokio 2020.
Cuatro años después, volvió a ganar la medalla de oro en los Juegos Panamericanos de 2023 logrando clasificar por cuarta vez consecutiva a los Juegos Olímpicos.

## Clubes
- Sociedad Alemana de Gimnasia de Villa Ballester (-2008)
- Sao Caetano HC (2008-2009)
- Club Balonmano Torrevieja (2009-2011)
- US Ivry Handball (2011-2013)
- Montpellier Handball (2013-presente)

## Palmarés

### Montpellier
- Copa de Francia de balonmano (2): 2014, 2016
- Copa de la Liga de Francia (1): 2016
- Copa de Europa de Balonmano (1): 2018
- Supercopa de Francia (1): 2018

### Premios individuales
- MVP de las finales de la Copa de Europa de Balonmano (1): 2017-18

- Premio Konex - Diploma al Mérito como uno de los 5 mejores jugadores de balonmano de la última década en Argentina (2020)

### Selección nacional
| Juegos Panamericanos                      | Juegos Panamericanos | Juegos Panamericanos | Juegos Panamericanos |
| Año                                       | Lugar                | Medalla              |                      |
| ----------------------------------------- | -------------------- | -------------------- | -------------------- |
| 2011                                      | Guadalajara          | Medalla de oro       |                      |
| 2015                                      | Toronto              | Medalla de plata     |                      |
| 2019                                      | Lima                 | Medalla de oro       |                      |
| 2023                                      | Santiago de Chile    | Medalla de oro       |                      |
| Campeonato Panamericano                   |                      |                      |                      |
| Año                                       | Lugar                | Medalla              |                      |
| 2012                                      | Argentina            | Medalla de oro       |                      |
| 2014                                      | Uruguay              | Medalla de oro       |                      |
| 2016                                      | Argentina            | Medalla de bronce    |                      |
| 2018                                      | Groenlandia          | Medalla de oro       |                      |
| Campeonato Sudamericano y Centroamericano |                      |                      |                      |
| Año                                       | Lugar                | Medalla              |                      |
| 2020                                      | Brasil               | Medalla de oro       |                      |
| 2022                                      | Brasil               | Medalla de plata     |                      |
| 2024                                      | Buenos Aires         | Medalla de plata     |                      |
| Juegos Suramericanos                      |                      |                      |                      |
| Año                                       | Lugar                | Medalla              |                      |
| 2018                                      | Cochabamba           | Medalla de plata     |                      |
| 2022                                      | Asunción             | Medalla de oro       |                      |

## Otras actividades
En 2020 Diego creó la empresa DS4Games dedicada a editar juegos de mesa para lanzar 1812, basado en la historia de la creación de la bandera argentina. Además, creó Los secretos de la Torre Eiffel y Olympikos, inspirado en los Juegos Olímpicos donde los participantes interpretarán el rol de deportistas con posibilidades de obtener medallas.
Además de crear juegos de mesa, Diego trabaja junto a otros desarrolladores en el diseño de una aplicación para celulares llamada iDisko donde se puede compartir nueva música con otros usuarios.

## Premios
- Olimpia de plata (2014)[6]

- Olimpia de plata (2017)[7]

- Olimpia de plata (2018)[8]